# Códice Sassoon 1053

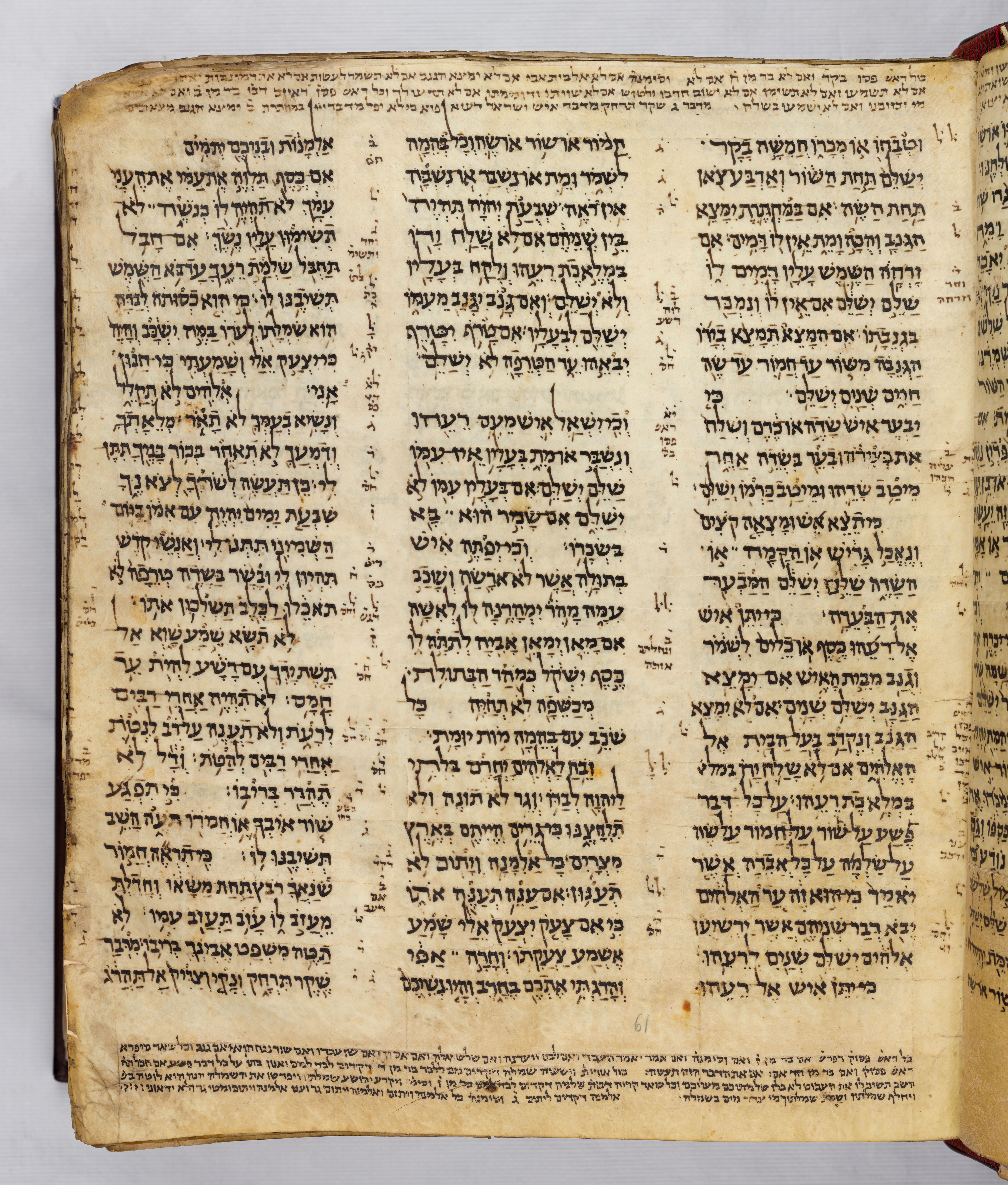
Êxodo 21-23 (f. 61) no Códice S1 (Fotografia de Ardon Bar-Hama).

Códice S1 (ou MS1; anteriormente Códice Sassoon 1053 e também Safra, JUD 002) é um códice massorético que compreende todos os 24 livros da Bíblia hebraica, datado do século X. É considerado tão antigo quanto o Códice de Alepo e um século mais antigo que o Códice de Leningrado (1006), o mais antigo manuscrito completo conhecido da Bíblia hebraica. Alternativamente, pode ser datado do final do século IX. O Códice de Alepo tinha 40% de suas páginas faltando quando ressurgiu em Israel em 1958, enquanto no Códice S1 cerca de 12 páginas estão completamente perdidas e outras centenas estão parcialmente perdidas. O escriba de S1 era extraordinariamente desleixado, frequentemente esquecendo pontuação, sinais diacríticos e vogais; ele também erra em sua ortografia consonantal em dezenas de ocasiões.
Yosef Ofer anunciou uma próxima edição crítica da masora magna do S1.

## Nome
O S1 recebeu o nome de seu proprietário anterior, David Solomon Sassoon (1880-1942). Ele também possuía outros manuscritos importantes, incluindo o Pentateuco de Damasco do século X (Sassoon 507), que agora está na Biblioteca Nacional de Israel em Jerusalém.

## Recursos internos
O S1 é escrito com três colunas para cada página. A masora parva está completa, mas a masora magna aparece apenas em algumas páginas. Marcas diacríticas, incluindo o ponto marcando um chim ou cim, o daguexe, o maquefe e o paseque estão frequentemente ausentes. Quando uma vogal é repetida em consoantes consecutivas, S1 geralmente mostra apenas a primeira. Como regra geral, os álefes recebem um sheva comum em vez de uma vogal hatafe. Em casos de desacordo, S1 concorda com a tradição de Ben Asher 40% das vezes, com Ben Naftali 20% do tempo, e nenhum deles 40% do tempo. Ga'ya em uma sílaba aberta é marcada com menos frequência do que no Códice de Alepo. O sof passuq às vezes é esquecido no final dos versos.

## História e proveniência
O S1 inclui uma masora magna incompleta (ad f. 452), aparentemente acrescentada por um escriba posterior, que se refere a Aaron ben Moisés ben Asher e ao Códice de Alepo. Foi datado por carbono do final do século IX ao início do século X por seu atual proprietário, Jacqui Safra. Ele mede 12 por 14 polegadas, com uma simples encadernação de couro do século XX.
Nos primeiros séculos de sua existência, o livro mudou de mãos em todo o Médio Oriente, passando do proprietário Khalaf ben Abraham para Isaac ben Ezekiel al-Attar e depois para seus filhos Ezekiel e Maimon. No século XIII, foi dedicado a uma sinagoga em Makisin, atual Marcada (مَرْكَدَة), na província de Al-Hasakah, na Síria. Após a destruição da sinagoga, o códice era propriedade de Salama ibn Abi al-Fakhr enquanto a sinagoga aguardava a reconstrução, o que nunca aconteceu.

## Ressurgimento público
Seiscentos anos depois, o códice ressurgiu quando David Solomon Sassoon o comprou por 350 libras esterlinas em 1929 e adicionou seu expositor à encadernação interna do manuscrito. Embora conhecido pelos estudiosos no século XX, o livro permaneceu sob propriedade privada. Ele foi propriedade dos descendentes de D. S. Sassoon até 1978, quando eles o venderam para o British Rail Pension Fund através da Sotheby's Zurich. O S1 foi exibido apenas uma vez, em 1982 no Museu Britânico. O manuscrito foi novamente leiloado pela Sotheby's em 5 de dezembro de 1989, quando foi vendido a um negociante por 2.035.000 libras esterlinas, que o vendeu ao investidor Jacqui Safra nesse mesmo ano.
Safra vai vendê-lo através da Sotheby's em 16 de maio de 2023, com um lote estimado entre trinta e cinquenta milhões de dólares, com exibição pública em Londres, ANU - Museu do Povo Judeu em Tel Aviv, na Biblioteca Bridwell na Universidade Metodista Meridional em Dallas, Los Angeles e Nova Iorque.